# Campinho
Campinho  ist eine portugiesische Gemeinde im Kreis Reguengos de Monsaraz, mit einer Fläche von 53,6 km² und 712 Einwohnern (Stand 30. Juni 2011). 
Sie entstand 1988 durch Abtrennung von der Freguesia Campo. Patrozinium der Gemeinde ist das Heiligste Herz Jesu.